# Сосна (приток на Дон)
Сосна или Бистрая Сосна (на руски: Сосна, Быстрая Сосна) е река в Орловска и Липецка област на Русия, десен приток на Дон. Дължина 296 km. Площ на водосборния басейн17 400 km².
Река Сосна води началото си от Средноруското възвишение, на 240 m н.в., на 3 km западно от село Фьодоровка в Орловска област. В горното течение тече в южна посока, в средното предимно в източна, а в долното – в североизточна през източните части на Средноруското възвишение в широка и добре оформена долина. Влива се отдясно в река Дон, при нейния 1608 km, на 105 m н.в., при село село Засосенка в Липецка област. Основни притоци: леви – Фошня (52 km), Труди (89 km), Ливенка (32 km), Болшая Чернава (54 km), Ясенок (25 km), Воргол (64 km); десни – Тим (120 km), Кшен (135 km), Олим (151 km), Свишня (36 km). Има смесено подхранване с преобладаване на снежното с ясно изразено пролетно пълноводие през март и април. Среден годишен отток на 37 km от устието 74 m³/s. Замръзва през ноември или декември, в някои години през януари, а се размразява в края на март или началото на април. По бреговете на реката са разположени няколко десетки населени места, в т.ч. град Ливни и селището от градски тип Колпи в Орловска област и град Елец в Липецка област.